# Asperula
- Commons
- Wikispecies

Asperula L. (aspérula) é um género botânico pertencente à família Rubiaceae.

## Sinonímia
- Asterophyllum K.F. Schimp. et Spenn.
- Blepharostemma Fourr.
- Chlorostemma (Lange) Fourr.
- Cynanchica Fourr.

## Principais espécies
- Asperula arcadiensis
- Asperula arvensis
- Asperula azurea
- Asperula cynanchica
- Asperula glauca
- Asperula odorata
- Asperula orientalis
- Lista completa

## Classificação do gênero
| Sistema | Classificação                      | Referência               |
| ------- | ---------------------------------- | ------------------------ |
| Linné   | Classe Tetrandria, ordem Monogynia | Species plantarum (1753) |